# Stadtbrauerei Deinhardt

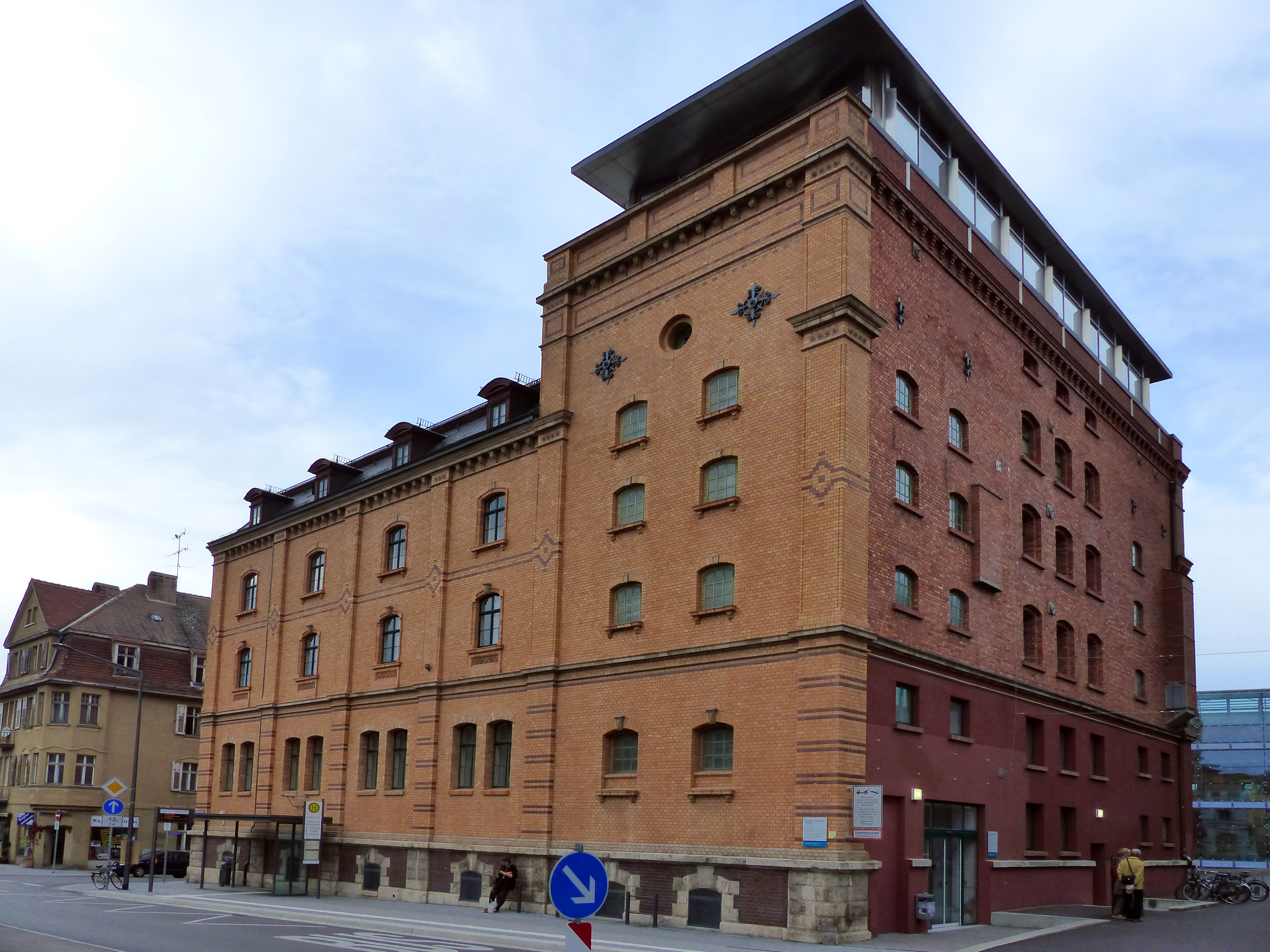
Steubenstraße 8

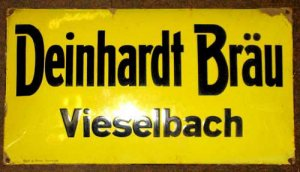
Werbeschild Deinhardt-Bräu Vieselbach

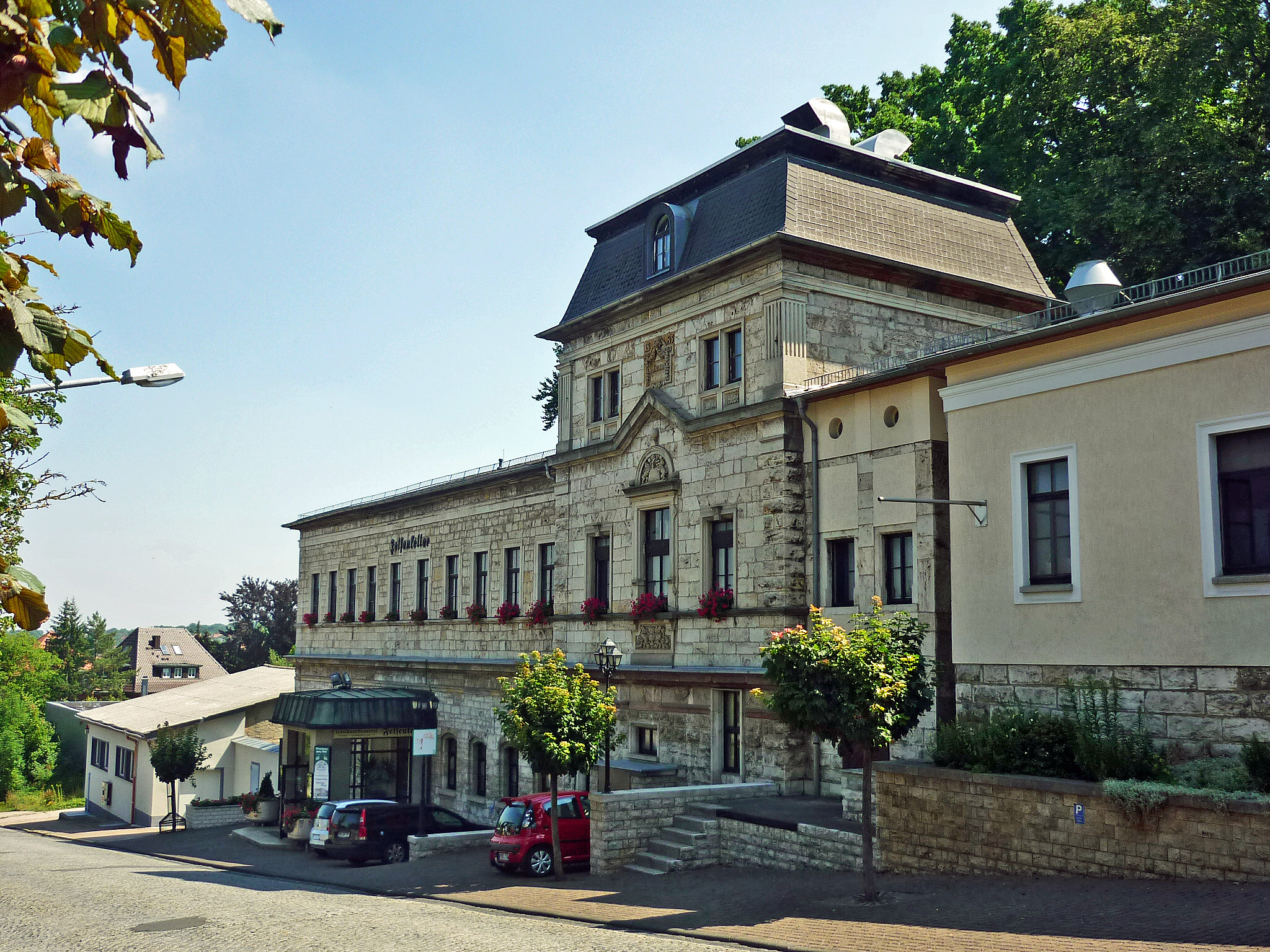
Gasthausbrauerei Felsenkeller

Die Stadtbrauerei Deinhardt ist Teil eines ehemaligen Brauereiunternehmens der Familie Deinhardt.

## Geschichte
Die Stadtbrauerei Deinhardt in Weimar wurde 1875 durch den Kauf für 32.000 Taler der Stadtbrauerei durch den aus Wickerstedt bei Apolda stammenden Johann Ludwig Deinhardt (1833–1900) begründet. Damit ging auch der seit 1797 bestehende Felsenkeller in Familienbesitz über.
Die Firma Deinhardt war von maßgeblicher Bedeutung für die industrielle Entwicklung des Brauwesens in Weimar. Sie zeichnete sich durch den Einsatz moderner Braumaschinen aus. Der Stammsitz war Brauhausgasse 17. Der Weg zur Modernisierung der Brauerei war nicht ohne Rückschläge. So brannte 1889 das Malzhaus ab, welches neu gebaut werden musste. Ab 1900 wurde die Brauerei von den Söhnen Karl Deinhardt (1864–1934) und Robert Deinhardt (1867–1937) als Offene Handelsgesellschaft geführt. In Rastenberg wurde eine zweite Mälzerei gebaut. Im Jahr 1912 kaufte Robert Deinhardt die Aktien der Malzfabrik Bad Sulza und wurde damit der größte Malzproduzent der Umgebung. 1922 erfolgte die Umwandlung in eine Kommanditgesellschaft, deren Kommanditisten aus der Familie waren. Die Brauerei war bis 1925 die größte Brauerei Thüringens. Die Brauerei beteiligte sich an der Errichtung der Weimarhalle mit 80.000 Reichsmark. 1937 wurde die Brauerei von Fritz Deinhardt (1895–1970) übernommen.
1945 wurde das Sudhaus durch einen Bombenangriff schwer getroffen. Der Brauereibetrieb wurde nach 1945 bis 1953 weitergeführt. Dann kam es zu Enteignungen und Verhaftungen. Ab 1954 wurde es volkseigenes Brauhaus, wobei hauptsächlich alkoholfreie Getränke produziert wurden. 1964 wurde der Betrieb in VEB Limona Weimar umbenannt, seit 1989 in Weimar Getränke GmbH, gemeinsam mit der Brauerei Weimar-Ehringsdorf. 1993 wurde die Brauerei mit allen Betriebsteilen aufgelöst. Ab 1992 erhielt die Familie das Brauereigelände und weiteres Eigentum zurück.
Sowohl die Gebäude der Stadtbrauerei, als auch der Felsenkeller stehen auf der Liste der Kulturdenkmale in Weimar. In dem Besitz der Familie Deinhardt waren außerdem noch das Deutschritterhaus, mehrere Wohn- und Geschäftsgebäude u. a. in der Brauhausgasse 17 (wo auch ein Teil der Brauerei war) und in der Schützengasse mit der Hausnummer 9. Der Hauptbereich Steubenstraße 8 ist 1995 zur Universitätsbibliothek Weimar der Bauhaus-Universität Weimar geworden.
In der Windmühlenstraße 16 ist die Brauerei L. Deinhardt KG ansässig.
Die Marke Deinhardt Bräu gab es nicht nur in Weimar, sondern auch in Vieselbach.
Im Stadtarchiv Weimar gibt es hierfür eine Aktenüberlieferung für den Zeitraum von 1875 bis 1957.
Am Lottenbach gibt es einen ehemaligen Brauereiteich (Deinhardtsteich) im Kirschbachtal, der zu Deinhardt Bräu gehörte.